# Rineloricaria konopickyi
Rineloricaria konopickyi és una espècie de peix de la família dels loricàrids i de l'ordre dels siluriformes.

## Morfologia
Els adults poden assolir fins a 9,6 cm de longitud total.

## Distribució geogràfica
Es troba a la conca del riu Amazones.